# Karolina-Laubfrosch
Der Karolina-Laubfrosch (Dryophytes cinereus, Synonym: Hyla cinerea), auch Amerikanischer Laubfrosch genannt, gehört zur Familie der Laubfrösche (Hylidae).

## Lebensraum

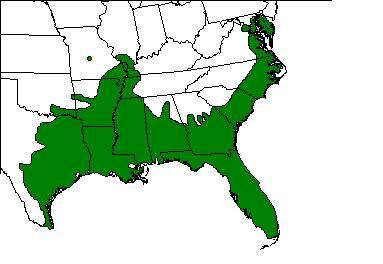
Verbreitungsgebiet

Die Art kommt im Südosten der USA bis Südtexas in drei Unterarten vor. Bevorzugter Lebensraum sind Bäume in Feuchtwäldern oder dichte Vegetation am Rande von Teichen oder langsam fließenden Gewässern. Der Karolina-Laubfrosch ist nachtaktiv, den Tag verbringt er meist mit angezogenen Gliedmaßen an einen Ast oder Schilfstängel geschmiegt.

## Aussehen
Der Frosch ist oberseitig hellgrün mit einem weißlichen, dunkel gesäumten Längsstreifen an Kopf- und Körperseite und einzelnen hellen Sprenkeln am Rücken; der Bauch ist weiß. Die Farbe wechselt je nach Temperatur von gelbgrün bis dunkelbraun. Seine Kopf-Rumpf-Länge beträgt 60 bis 63 mm. Die etwas kleineren Männchen haben an der Kehle eine Schallblase. Im Frühling und Sommer lassen sie nachts ihren Ruf hören, ein wiederholtes, metallisch klingendes Quaken, das im Chor an Kuhglocken erinnert (Hörbeispiele).

## Entwicklung
Die Paarungszeit beginnt im März, im nördlichen Verbreitungsgebiet erst im Mai, und dauert bis in den Sommer an. Der Laich wird in zahlreichen Klumpen in Teichen schwimmend oder an Wasserpflanzen abgelegt. Innerhalb vier bis sechs Tagen schlüpfen die Kaulquappen, die ca. 60 Tage im Wasser verbringen, bis die Metamorphose abgeschlossen ist.

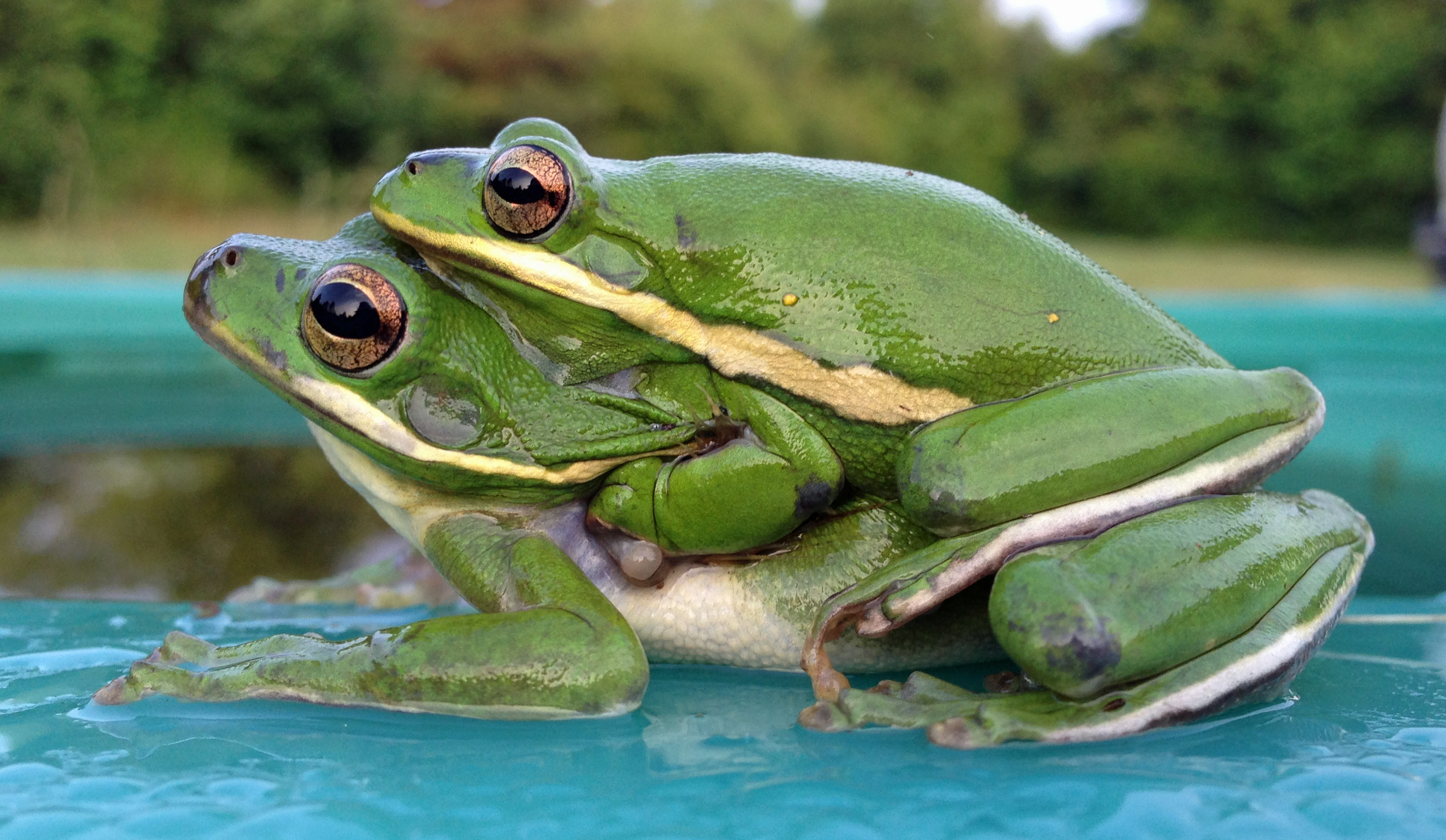
Paar in Amplexus
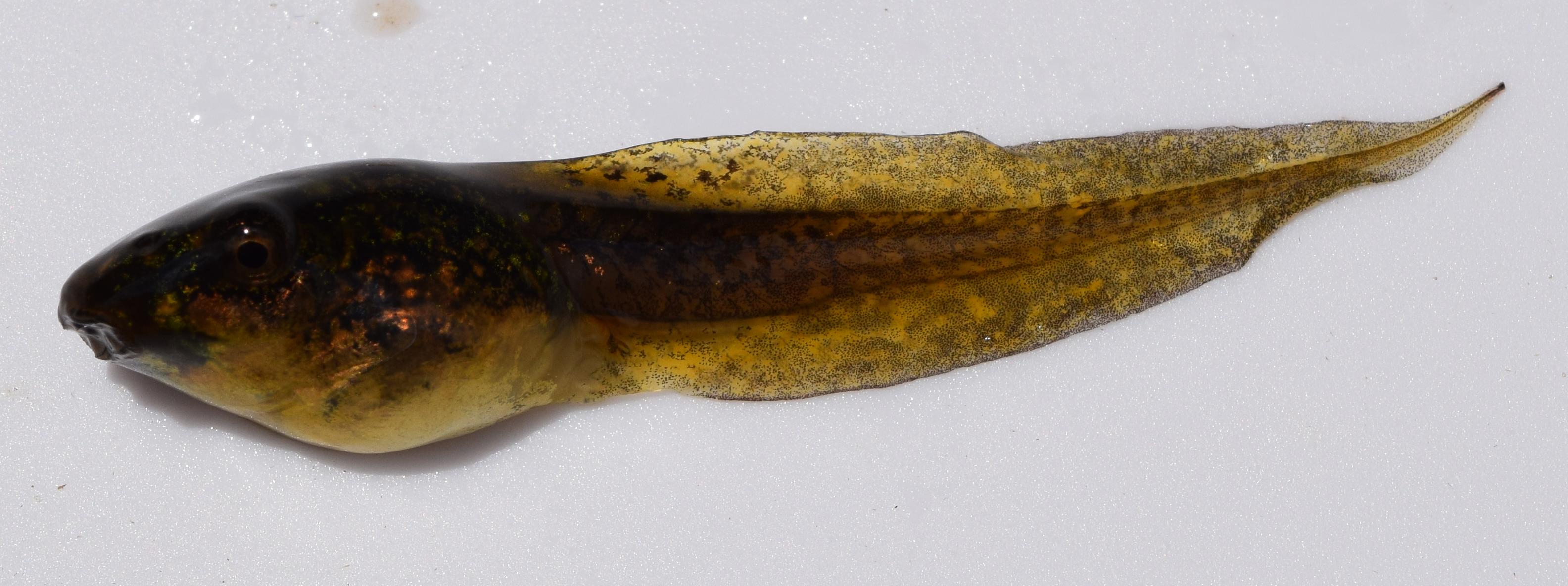
Kaulquappe
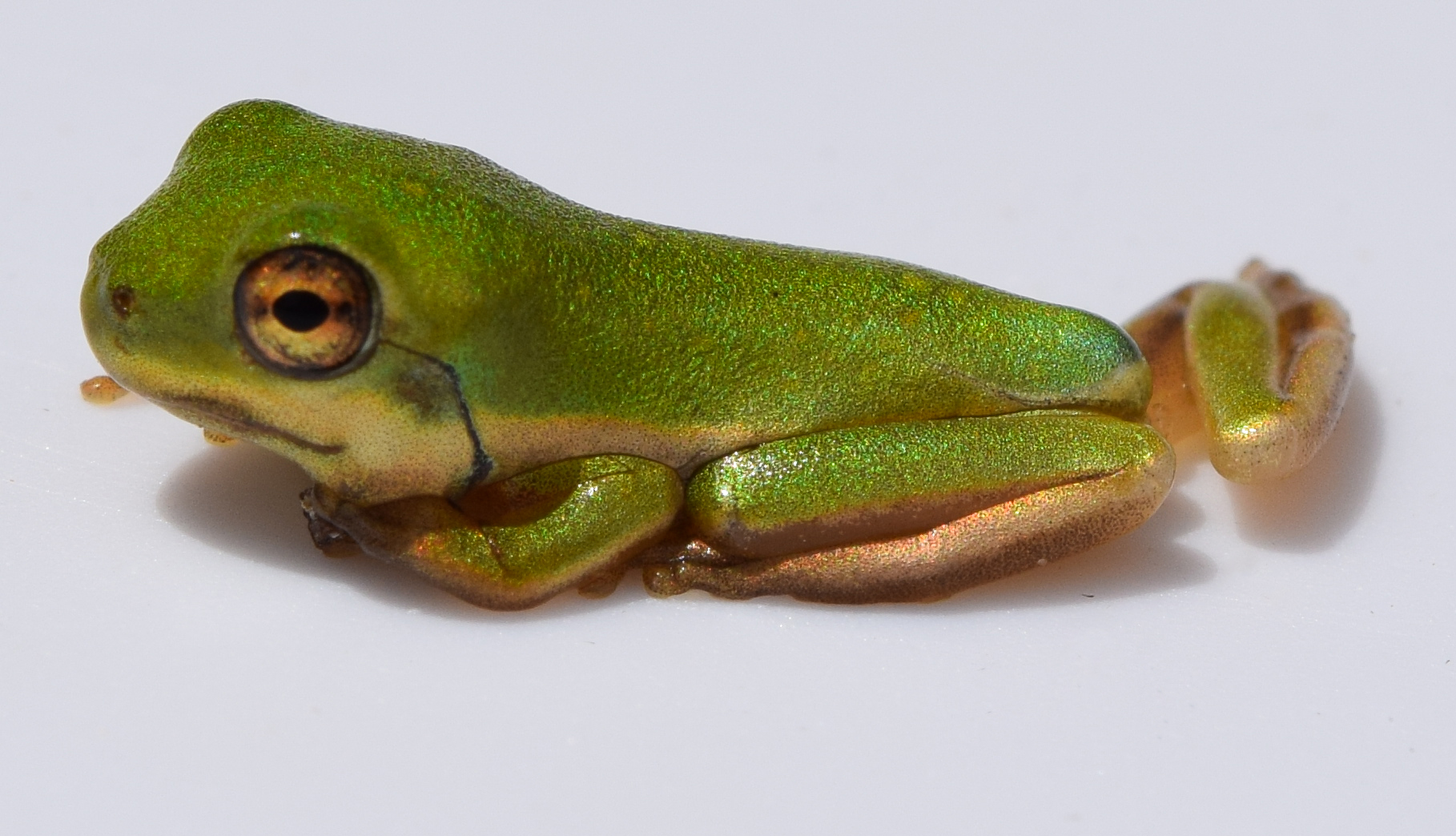
Metamorphling
- Rufendes Männchen (Video)